# Plagiorchiidae
Famille
Les Plagiorchiidae forment une famille de trématodes de l'ordre des Plagiorchiida.

## Taxinomie
Cette famille comprend 42 genres[réf. nécessaire] :
- Alloglyptus Byrd, 1950
- Allopharynx Strom, 1928
- Aptorchis Nicoll, 1914
- Astioglossimetra Bilqees, Khatoon & Khan, 2002
- Bieria Leao, 1946
- Bilorchis Mehra, 1937
- Chamaeleophilus Yamaguti, 1971
- Cheloniotrema Caballero, Cerecero & Grocott, 1957
- Choledocystus Pereira & Cuocolo, 1941
- Enodiotrema Looss, 1900
- Eustomos MacCallum, 1921
- Glossidiella Travassos, 1927
- Glossidioides Yamaguti, 1958
- Glossimetra Mehra, 1937
- Haplometra Looss, 1899
- Haplometroides Odhner in Jaegerskiold, 1910
- Laiogonimus Vercammen-Grandjean, 1960
- Longigula Qiu, Zhang & Li, 1983
- Maederia Bourgat & Combes, 1979
- Manodistomum Stafford, 1905
- Microderma Mehra, 1931
- Natriodera Mehra, 1937
- Neoastiotrema Tkach, 2008
- Oistosomum Odhner, 1902
- Ostioloides Odening, 1960
- Parahaplometroides Thatcher, 1963
- Parallopharynx Caballero, 1946
- Plagiorchis Lühe, 1899
- Pneumotrema Bhalerao, 1937
- Reesella Mettrick, 1956
- Rudolphitrema Travassos, 1926
- Sarumitrema Beverley-Burton, 1963
- Sigmapera Nicoll, 1918
- Skrjabinoplagiorchis Petrov & Merkusheva, 1963
- Spinometra Mehra, 1931
- Sticholecitha Prudhoe, 1949
- Stomatrema Guberlet, 1928
- Styphlodora Looss, 1899
- Travtrema Pereira, 1929
- Turquinella Pojmanska in Bray, Gibson & Jones, 2008
- Xenopharynx Nicoll, 1912
- Xenopodistomum Macnae, Rock & Makowski, 1973